# Erdbeben von Concepción 1570
Das Erdbeben von Concepción am 8. Februar 1570 führte zur Zerstörung der Stadt Concepción in Chile. Das Erdbeben ereignete sich gegen 9 Uhr Ortszeit und hatte eine Magnitude von 8,3.
Auf das Erdbeben folgte ein Tsunami, der alle Häuser der Stadt zerstörte. Laut NOAA sind durch das Erdbeben und den nachfolgenden Tsunami mehr als 2000 Einwohner umgekommen. Ein Teil der Einwohner konnte sich rechtzeitig in höhere Lagen in Sicherheit bringen. Nachbeben waren noch fünf Monate später zu spüren.
Concepción wurde später ca. 15 km landeinwärts neu aufgebaut. An der Stelle des „alten“ Concepción befindet sich heute der Küstenort Penco, der den Beinamen „cuna de Concepción“ (Wiege von Concepción) trägt und mit der Hafenstadt Lirquén eine Gemeinde bildet.